# Lindkulla
Lindkulla är en före detta kaplansbostad i Lojo i Finland. Nuförtiden fungerar byggnaden som Lojo församlings ungdomsgård.
Förutom huvudbyggnaden från slutet av 1800-talet finns det också fyra andra byggnader på tomten: kyrkogårdsarbetarens bostad från slutet av 1800-talet, ett magasin från år 1729, lider från början av 1800-talet och ett spannmålsmagasin från slutet av 1800-talet.

## Historia och arkitektur
Lindkulla är en av Lojo bys gamla ursprungliga gårdar. Gården har fungerat som kaplansbostad sedan slutet av 1600-talet. I början av 2000-talet sanerades huvudbyggnaden och nya lokaler för församlingens ungdomsgård byggdes. Också golvstrukturer förnyades och den gamla verandan byggdes om och utvidgades. Huset fick också nya fönster och ytterdörrar och den gamla bastun revs.
Lindkullas huvudbyggnad utgör ett exempel på nyrenässans.